# Terezín (okres Hodonín)
Terezín (německy Theresiendorf, v letech 1894–1925 Terezov) je obec v okrese Hodonín v Jihomoravském kraji, 18 km severozápadně od Hodonína. Žije zde 381 obyvatel. Od roku 2002 je členem Mikroregionu Hovoransko. Obcí protéká Čejčský potok.
Jedná se o vinařskou obec ve vinařské oblasti Morava, podoblasti Slovácké (viniční tratě Násedlovsko, Přídanky, Zadní trať díly, Doliny).

## Historie
V letech 1424–1430 zde Čeněk z Lipé založil panský statek. V roce 1762 panství převzal císař Štěpán Lotrinský. Samotná obec byla založena v roce 1774 a pojmenována po císařovně Marii Terezii. Původně se nacházela 400 m severněji, ale v roce 1796 byla kvůli záplavám a nezdravé vodě přemístěna na dnešní místo. V letech 1889–1910 se obec úředně nazývala Terezov[zdroj?] a tento název se hovorově užívá i dnes. V letech 1906–1908 byla vybudována železniční trať Čejč–Ždánice a v roce 1928 byla obec elektrifikována.

## Pamětihodnosti
- Kostel Nejsvětějšího Srdce Páně je filiální kostel v rámci hovoranské farnosti z let 1930–1932. Základní kámen kostela byl požehnán 28. září 1930 a 26. září 1932 byl vysvěcen brněnským biskupem Josefem Kupkou.
- Dvě kaple Panny Marie Lurdské a Božského Srdce Páně u kostela byly vysvěceny 22. června 2003 generálním vikářem Jiřím Mikuláškem.
- Kaple Panny Marie Bolestné u vchodu na hřbitov z roku 2012
- Kříž na návsi z roku 1855
- Muzeum vinařství a venkova[6]

- Do 80. let 20. století se v obci nacházelo chráněné území Slanisko Zápověď, které postupně zaniklo. Mokřad se slanomilnými rostlinami a živočichy se obec rozhodla obnovit v roce 2003 a vznikl tak významný krajinný prvek.[7] Roste zde merlík slanomilný, kuřinka přímořská, kuřinka solná a sivěnka přímořská, zeměžluč spanilá, komonice zubatá, šáchor hnědý a štírovník tenkolistý.[8]

## Fotogalerie

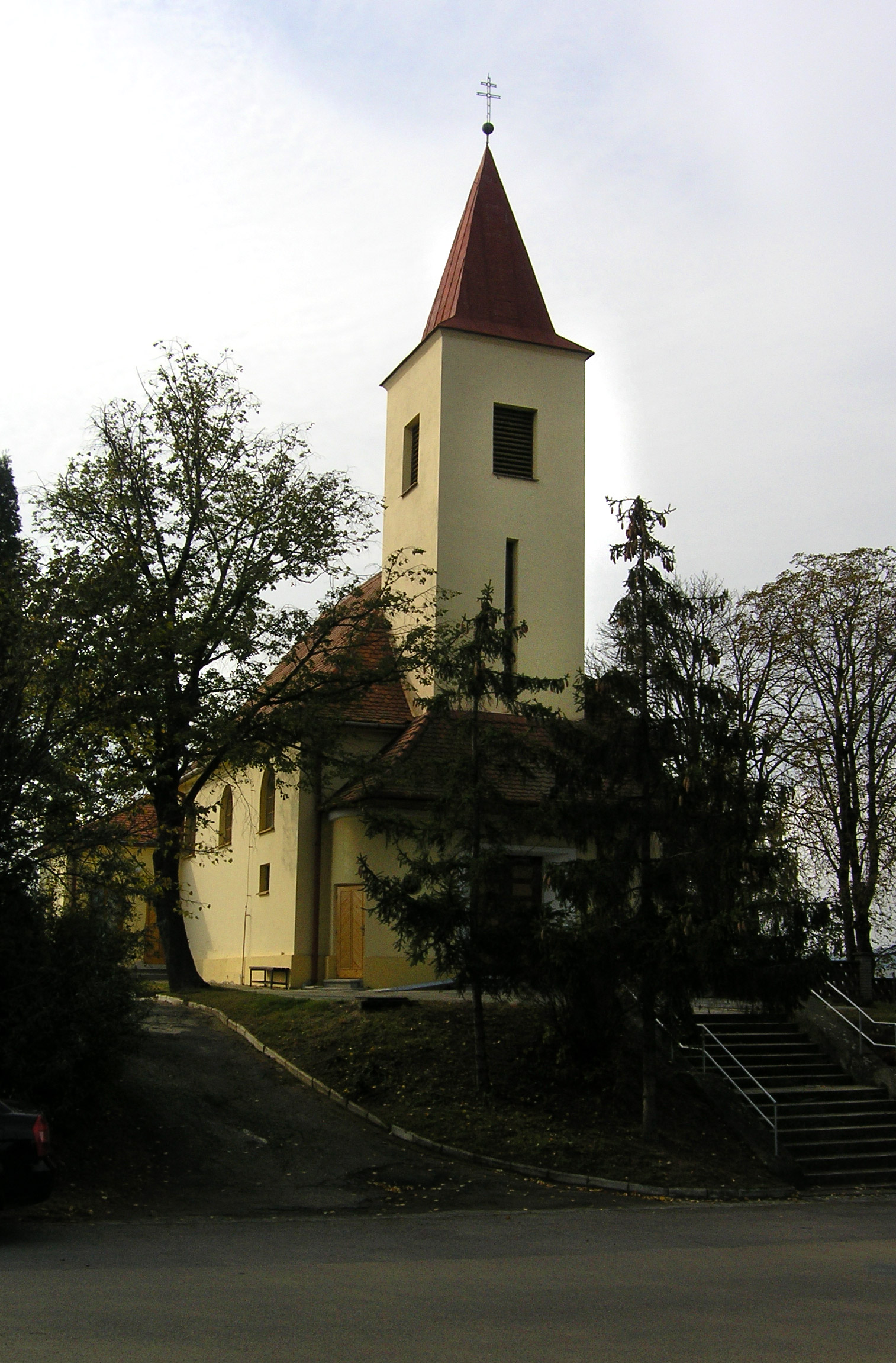
Kostel
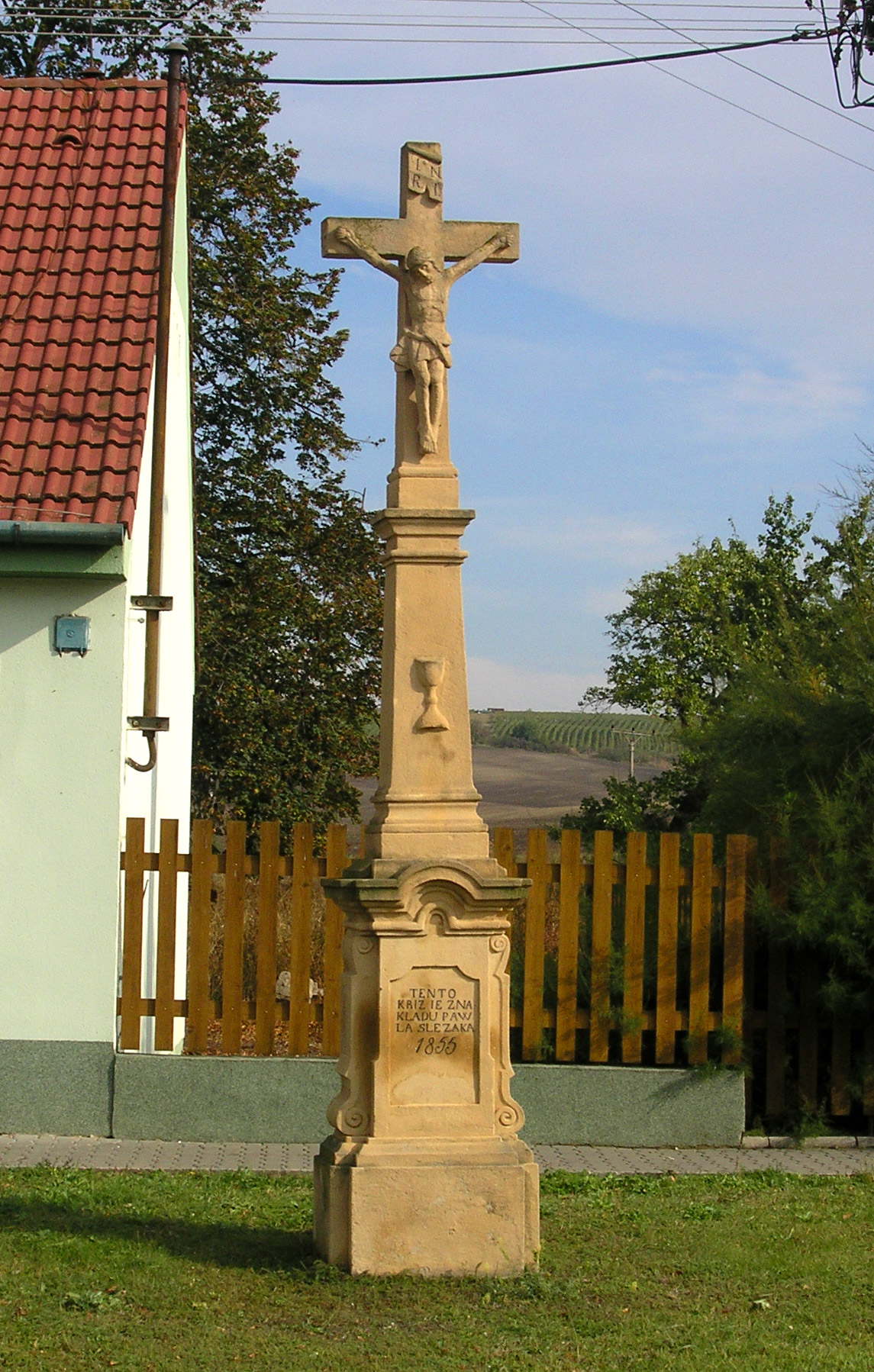
Kříž
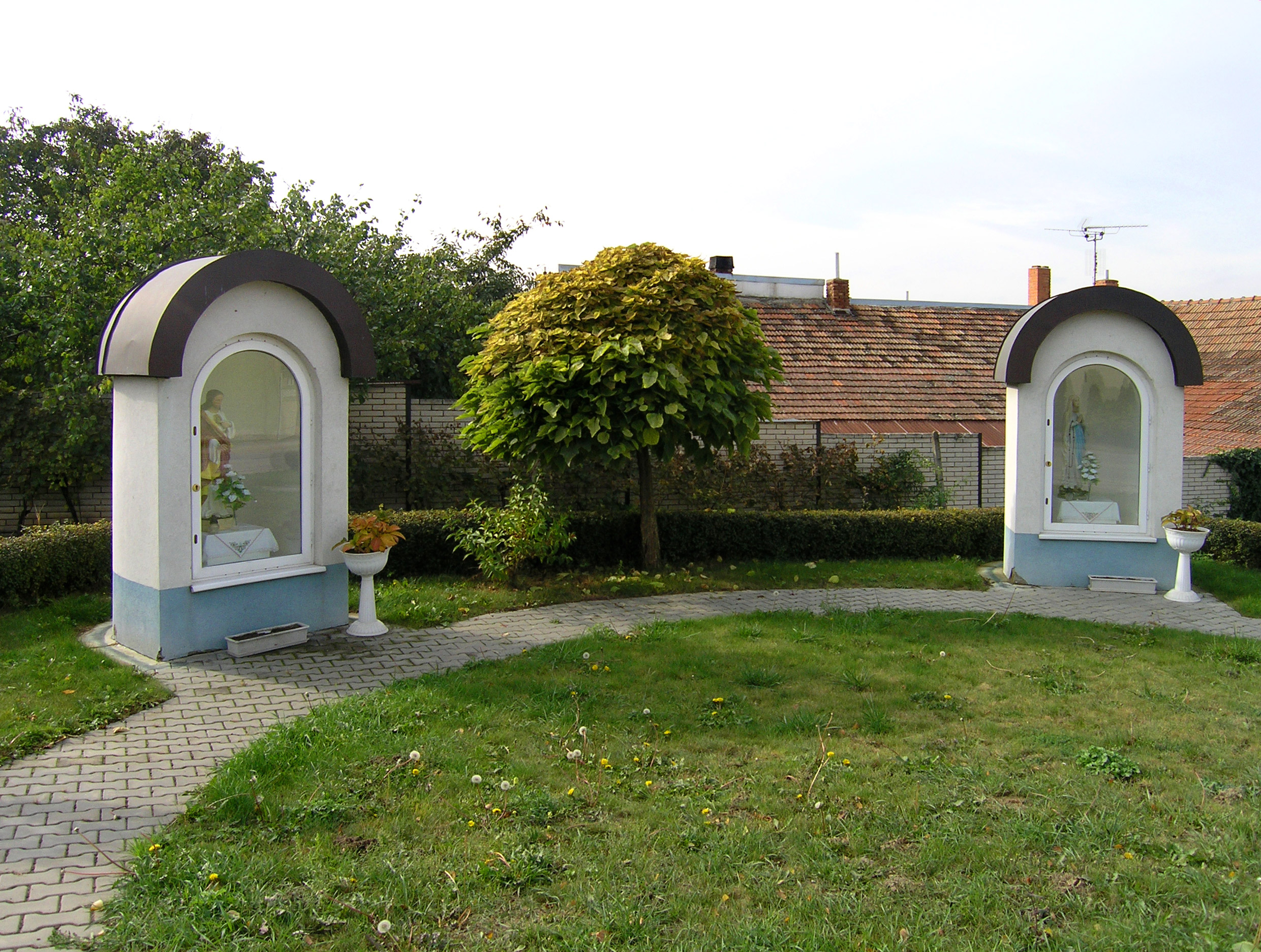
Kapličky pod kostelem
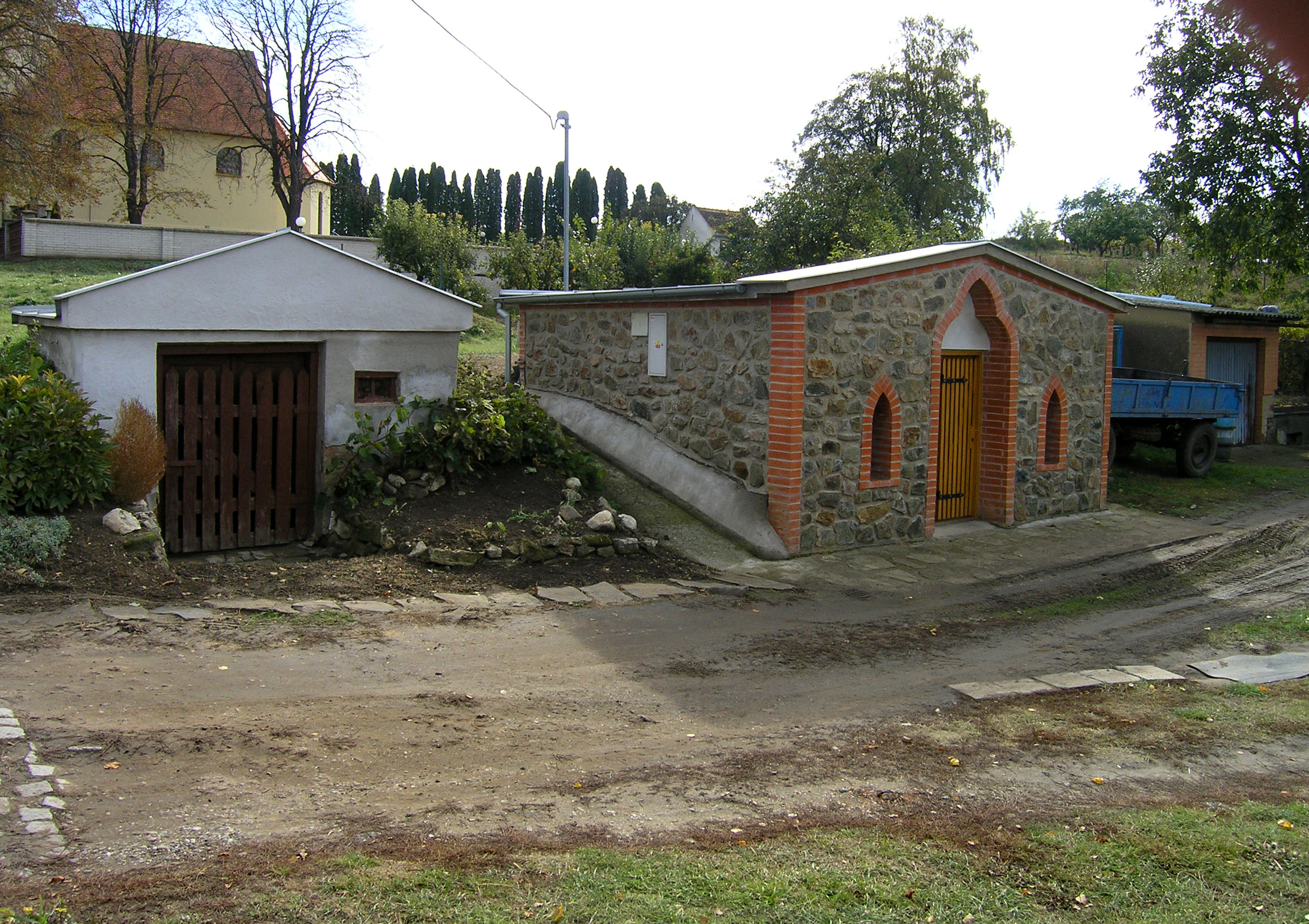
Vinné sklepy